# Свидание вслепую (фильм, 2006, США, реж. Стюарт Уэйд)
«Свида́ние вслепу́ю» (англ. Coffee Date) (2006) — независимый фильм Стюарта Уэйда.
Существует короткометражный фильм 2001 года с тем же названием, этого же режиссёра, ставший прототипом данной полнометражной работы.

## Сюжет
Программист Тодд на четвёртом десятке лет так и не нашёл себе женщину. Однажды он договаривается по Интернету на свидание вслепую с некоей Келли, будучи абсолютно уверенным, что это девушка; придя на свидание, он обнаруживает, что назначенное место — гей-бар, а Келли — мужчина нетрадиционной ориентации. Тодд и Келли понимают, что стали жертвой розыгрыша Барри, брата Тодда, и решают отомстить шутнику — сделать вид, что они действительно понравились друг другу и стали парой. Это нетрудно, ведь у них действительно много общего и между ними складываются вполне хорошие, дружеские отношения, хоть и без малейшего намёка на сексуальное влечение.
Но всё заходит гораздо дальше, чем они ожидали: семья и друзья уверяются, что Тодд на самом деле гей, и начинают активно его одобрять, коллеги наперебой хвалят за решительность и заверяют в понимании и готовности поддержать, и всё это — вопреки всем попыткам Тодда разъяснить истинное положение вещей и отказаться от навязываемой ему роли. Давление окружения делает своё дело: Тодд вскоре обнаруживает, что сам уже сомневается в своей гетеросексуальности.

## В ролях
| Актёр               | Роль                              |
| ------------------- | --------------------------------- |
| Джонатан Брэй       | Тодд                              |
| Джонатан Сильверман | Барри                             |
| Уилсон Крус         | Келли                             |
| Салли Кёркленд      | госпожа Мюллер мать Тодда и Барри |
| Элейн Хендрикс      | Бонни                             |
| Дебби Гибсон        | Мелисса                           |
| Ли Тейлор-Янг       | Диана                             |

## Отзывы критиков
Кевин Томас на странице издания «Los Angeles Times» назвал фильм «безусловным лидером на фоне недавнего шквала малобюджетных независимых работ с его хорошо прорисованным образом главных персонажей, сложностью темы и качественным исполнением».